# Vega de Liébana
Vega de Liébana es un municipio español perteneciente a la comunidad autónoma de Cantabria. Está situado en la comarca de Liébana, en el extremo occidental de la región. Limita al norte con Camaleño y Potes, al este con Pesaguero y Cabezón de Liébana, al sur con la provincia de Palencia y al oeste con la provincia de León, ambas últimas en la comunidad autónoma de Castilla y León. A través del Puerto de San Glorio, comunica a Cantabria con la provincia de León.

## Geografía
| Noroeste: Camaleño                | Norte: Potes                            | Nordeste: Cabezón de Liébana            |
| Oeste: Posada de Valdeón (León)   |                                         | Este: Cabezón de Liébana y Pesaguero    |
| Suroeste: Boca de Huérgano (León) | Sur: Velilla del Río Carrión (Palencia) | Sureste: Cervera de Pisuerga (Palencia) |

### Clima
El territorio municipal se ubica en la región climática de la Ibéria Verde de clima Europeo Occidental, clasificada también como clima templado húmedo de verano fresco del tipo Cfb según la clasificación climática de Köppen.
La temperatura media anual es 8,4 °C y una oscilación térmica por debajo de los 14 °C. En verano la temperatura máxima media llega a 23,1 °C, mientras que en invierno el termómetro baja hasta los -2,8 °C. En cuanto a las precipitaciones, la media anual es de 1036 mm, siendo diciembre el mes más lluvioso y agosto el más seco.
| Parámetros climáticos promedio de Vega de Liébana                                                                                         | Parámetros climáticos promedio de Vega de Liébana | Parámetros climáticos promedio de Vega de Liébana | Parámetros climáticos promedio de Vega de Liébana | Parámetros climáticos promedio de Vega de Liébana | Parámetros climáticos promedio de Vega de Liébana | Parámetros climáticos promedio de Vega de Liébana | Parámetros climáticos promedio de Vega de Liébana | Parámetros climáticos promedio de Vega de Liébana | Parámetros climáticos promedio de Vega de Liébana | Parámetros climáticos promedio de Vega de Liébana | Parámetros climáticos promedio de Vega de Liébana | Parámetros climáticos promedio de Vega de Liébana | Parámetros climáticos promedio de Vega de Liébana |
| Mes | Ene.                                              | Feb.                                              | Mar.                                              | Abr.                                              | May.                                              | Jun.                                              | Jul.                                              | Ago.                                              | Sep.                                              | Oct.                                              | Nov.                                              | Dic.                                              | Anual                                             |
| --- | ------------------------------------------------- | ------------------------------------------------- | ------------------------------------------------- | ------------------------------------------------- | ------------------------------------------------- | ------------------------------------------------- | ------------------------------------------------- | ------------------------------------------------- | ------------------------------------------------- | ------------------------------------------------- | ------------------------------------------------- | ------------------------------------------------- | ------------------------------------------------- |
| Temp. máx. media (°C) | 6.8                                               | 8.3                                               | 10.6                                              | 11.4                                              | 15.2                                              | 19.5                                              | 23.1                                              | 23.1                                              | 20.3                                              | 14.9                                              | 10.4                                              | 7.6                                               | 14.3                                              |
| Temp. media (°C) | 2.2                                               | 3.2                                               | 4.9                                               | 5.9                                               | 9.4                                               | 12.9                                              | 15.7                                              | 15.7                                              | 13.2                                              | 9.2                                               | 5.3                                               | 3.2                                               | 8.4                                               |
| Temp. mín. media (°C) | -2.8                                              | -2.1                                              | -0.8                                              | 0.5                                               | 3.6                                               | 6.3                                               | 8.4                                               | 8.4                                               | 6.1                                               | 3.4                                               | 0.3                                               | -1.4                                              | 2.5                                               |
| Precipitación total (mm) | 110                                               | 90                                                | 75                                                | 103                                               | 98                                                | 59                                                | 45                                                | 34                                                | 60                                                | 106                                               | 123                                               | 127                                               | 1036                                              |
| Fuente: «Atlas climático de la Península y Baleares - Agencia Estatal de Meteorología AEMET». aemet.es. Consultado el 13 de mayo de 2023. |                                                   |                                                   |                                                   |                                                   |                                                   |                                                   |                                                   |                                                   |                                                   |                                                   |                                                   |                                                   |                                                   |

### Espacios naturales
La parte sur de término municipal, está incluida en la Zona de especial protección para las aves (ZEPA) de código ES0000198 y con la denominación de Liébana y que coincide Lugar de Importancia Comunitaria (LIC) de código ES1300001 e idéntico nombre; el cual incluye los cauces de los ríos Quiviesa y Frío.
Aunque el municipio no se encuentra incluido dentro del parque nacional de Picos de Europa, el límite sureste del parque recorre las cumbres de la sierra de Collaín que constituye el límite entre Camaleño y Vega de Liébana.

### Árboles singulares
Existen tres árboles o conjuntos arbóreos catalogados en el Inventario Abierto de Árboles Singulares de Cantabria:
- El Nogalón (número 72 del Inventario): ejemplar de juglans regia situado en Bárago, de 25 metros de altura y 4 metros de perímetro en la base. A los dos metros del tronco le salen vigorosas ramas principales para formar una copa amplia y bien formada.[7]
- Robles del Torceo (número 216 del Inventario): grupos de Quercus petraea próximos entre sí de impresionantes dimensiones, localizados al sur de Barrio en el monte de utilidad pública número 121 donde existen otros individuos con portes similares.[8]
- Castaños de Pollayo (número 217 del Inventario): grupo de dos ejemplares de castanea sativa de impresionantes dimensiones situados en Pollayo. El primero se ramifica a los 4 metros en 12-14 ramas principales y secundarias que rebasan los 20 metros de altura. El segundo se ramifica a los 2 metros de forma aún más compleja.[9]

## Demografía
Vega de Liébana cuenta con una población de 690 habitantes (INE 2024).
| Gráfica de evolución demográfica de Vega de Liébana entre 1842 y 2021                                               |
| |
| Población de derecho según los censos de población del INE Población de hecho según los censos de población del INE |

### Transporte y comunicaciones

#### Red viaria
Por el término municipal de Vega de Liébna discurre la siguiente vía perteneciente a la Red de Carreteras del Estado:
- N-621, entre los puntos kilométricos 122 y 147

También discurren las siguientes carreteras de la Red Local de Carreteras de Cantabria:
- CA-891: Acceso a Campollo
- CA-892: Acceso a Enterrías
- CA-893: Acceso a Collado de Llesba
- CA-894: Acceso a Dobres y Cucayo
- CA-895: Acceso a Valcayo
- CA-896: Acceso a Barrio

A lo largo de las carreteras que recorren Vega de Liébana, se cruza un puerto de montaña en el límite provincial con la provincia de León:
- Puerto de San Glorio: en la carretera N-621 y con una altitud de 1609 m s. n. m.

#### Transporte público
No hay líneas de transporte público que recorran el término municipal.

## Economía
De acuerdo con la Contabilidad Regional que realiza el Instituto Nacional de Estadística, en el año 2014 la renta per cápita de Vega de Liébana era de 10 091 euros por habitante, por debajo de la media regional que se sitúa en 13 888 € y la estatal (13 960 €).

## Administración y política

### Gobierno municipal
| Periodo   | Nombre                        | Partido | Partido                                  |
| --------- | ----------------------------- | ------- | ---------------------------------------- |
| 1979-1983 | Ángel Vega Cuesta             |         | Partido Socialista Obrero Español (PSOE) |
| 1983-1991 | Ángel Bedoya Mateo            |         | Alianza Popular (AP)                     |
| 1991-2007 | Armando Cuesta González       |         | Partido Regionalista de Cantabria (PRC)  |
| 2007-2023 | Gregorio Miguel Alonso Bedoya |         | Partido Regionalista de Cantabria (PRC)  |

| Partido político | Partido político                                                    | 2023  | 2023  | 2023       | 2019  | 2019  | 2019       | 2015  | 2015  | 2015       | 2011  | 2011  | 2011       | 2007  | 2007  | 2007       | 2003  | 2003  | 2003       | 1999  | 1999  | 1999       | 1995  | 1995  | 1995       | 1991  | 1991  | 1991       | 1987  | 1987  | 1987       | 1983  | 1983  | 1983       | 1979  | 1979  | 1979       |
| Partido político | Partido político                                                    | Votos | %     | Concejales | Votos | %     | Concejales | Votos | %     | Concejales | Votos | %     | Concejales | Votos | %     | Concejales | Votos | %     | Concejales | Votos | %     | Concejales | Votos | %     | Concejales | Votos | %     | Concejales | Votos | %     | Concejales | Votos | %     | Concejales | Votos | %     | Concejales |
|                  | Partido Regionalista de Cantabria (PRC)                             | 313   | 61,49 | 5          | 334   | 59,22 | 5          | 365   | 61,34 | 5          | 376   | 58,48 | 4          | 324   | 46,15 | 3          | 383   | 53,49 | 4          | 422   | 55,89 | 6          | 463   | 57,29 | 6          | 206   | 29,56 | 3          | —     | —     | —          | —     | —     | —          | —     | —     | —          |
|                  | Partido Popular (PP)-Alianza Popular (AP)                           | 96    | 18,86 | 1          | 128   | 22,70 | 1          | 133   | 22,35 | 1          | 177   | 27,53 | 2          | 186   | 26,50 | 2          | 162   | 22,63 | 1          | 206   | 27,28 | 2          | 124   | 15,42 | 1          | 118   | 16,93 | 1          | 356   | 58,65 | 6          | 523   | 62,71 | 6          | —     | —     | —          |
|                  | Partido Socialista Obrero Español (PSOE)                            | 91    | 17,87 | 1          | 95    | 16,84 | 1          | 92    | 15,46 | 1          | 84    | 13,06 | 1          | 169   | 24,07 | 2          | 166   | 23,18 | 2          | 116   | 15,36 | 1          | 94    | 11,69 | 1          | 198   | 28,41 | 3          | 128   | 21,09 | 2          | 311   | 37,29 | 3          | 385   | 57,21 | 5          |
|                  | Centro Democrático y Social (CDS)-Unión de Centro Democrático (UCD) | —     | —     | —          | —     | —     | —          | —     | —     | —          | —     | —     | —          | —     | —     | —          | —     | —     | —          | —     | —     | —          | —     | —     | —          | —     | —     | —          | 118   | 19,44 | 1          | —     | —     | —          | 288   | 42,79 | 4          |
|                  | Unión para el Progreso de Cantabria (UPCA)                          | —     | —     | —          | —     | —     | —          | —     | —     | —          | —     | —     | —          | —     | —     | —          | —     | —     | —          | —     | —     | —          | 39    | 4,85  | 0          | 168   | 24,10 | 2          | —     | —     | —          | —     | —     | —          | —     | —     | —          |
|                  | Independientes de Cantabria (INCA)                                  | —     | —     | —          | —     | —     | —          | —     | —     | —          | —     | —     | —          | —     | —     | —          | —     | —     | —          | —     | —     | —          | 80    | 9,95  | 1          | —     | —     | —          | —     | —     | —          | —     | —     | —          | —     | —     | —          |

### Organización territorial

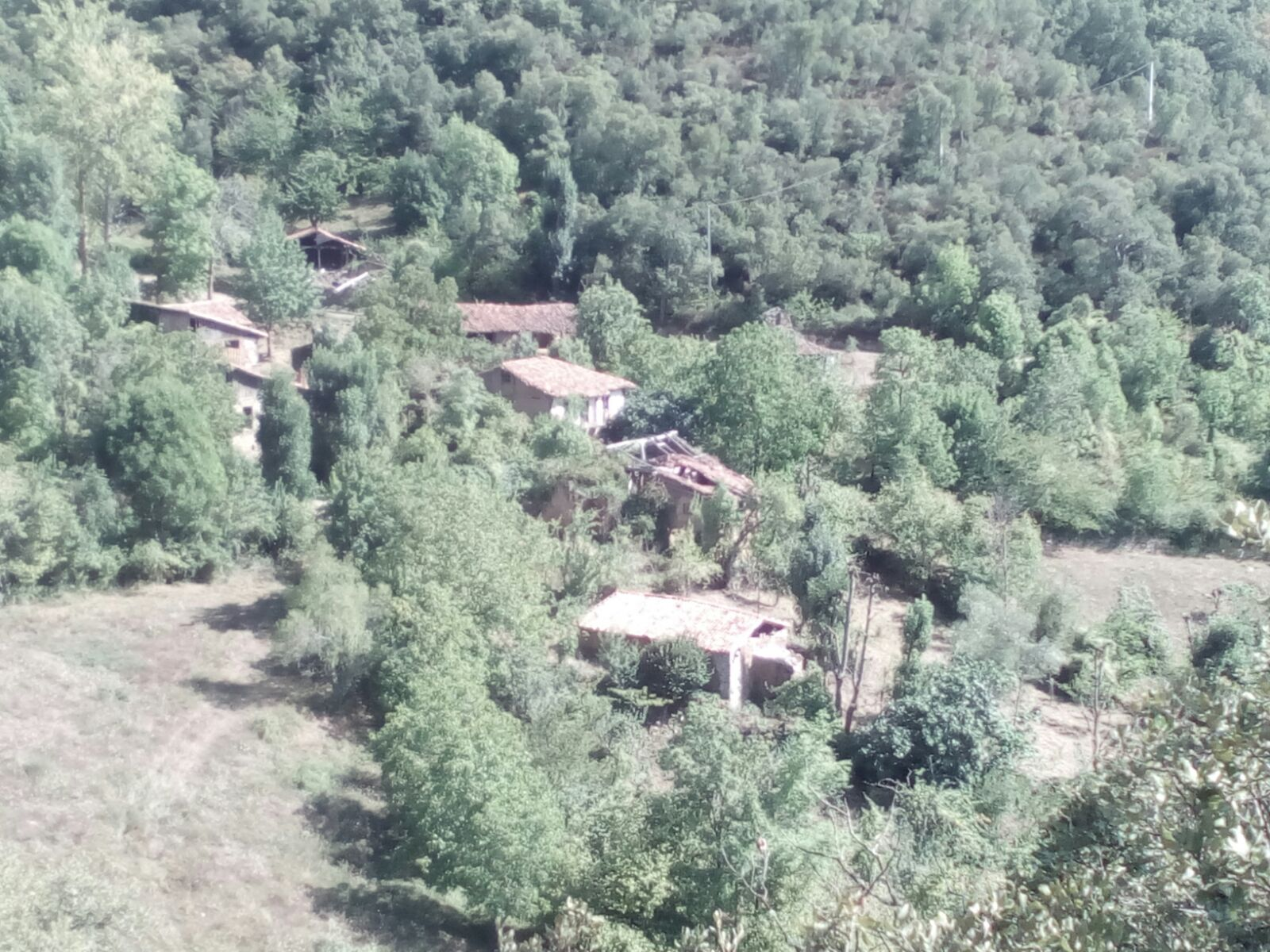
Despoblado de Porcieda

Sus 690 habitantes (INE, 2024) viven en:
- Bárago, 81 hab., 41 de los cuales viven en el barrio de Soberado.
- Barrio, 35 hab.
- Bores, 30 hab.
- Campollo, 45 hab., 5 de ellos en el barrio de Maredes.
- Dobarganes, 19 hab.
- Dobres, 70 hab., de los que viven 35 en Cucayo y 35 en el núcleo de Dobres.
- Enterrías, 6 hab.
- Ledantes, 43 hab.
- Pollayo, 9 hab.
- Porcieda, deshabitado.
- Tollo, 24 hab.
- Toranzo, 26 hab.
- Tudes, 28 hab.
- Vada, 16 hab.
- Valmeo, 40 hab, de los que 5 están en el barrio de Naroba.
- La Vega (Capital), 160 hab. que se reparten en los barrios de: Señas (1 hab.), y Valcayo (15 hab.)
- Vejo, 38 hab. que se reparten en tres barrios: El Arroyo (19 hab.), Dobares (8 hab.) y Ongayo (11 hab.).
- Villaverde, 20 hab.

## Servicios

### Educación
No dispone de centros educativos en todo el término municipal.

### Sanidad
En La Vega se ubica un consultorio médico de Servicio Cántabro de Salud, perteneciente a la zona básica de salud de Liébana que, a su vez, se encuadra en el Área de Salud de Torrelavega. Este servicio médico se complementa con una farmacia situada en la misma población.

## Cultura

### Patrimonio
Vega de Liébana es uno de los municipios por los que transcurre el Camino Lebaniego, que enlaza el Camino de Santiago de la Costa con el Camino Francés. Recorre, además, los municipios de San Vicente de la Barquera, Val de San Vicente, Herrerías, Lamasón, Cillorigo de Liébana, Potes, Cabezón de Liébana y Camaleño. Desde el año 2015, este ramal está declarado como Patrimonio de la Humanidad por la Unesco al haber sido incluido en los itinerarios del Camino de Santiago.
Además, en Ledantes se conserva la llamada Pisa-Batán de Ledantes, Bien de interés local.